# 油温計
油温計（ゆおんけい、英語：oil-temperature-meter、oil-temperature-gauge）は、内燃機関において潤滑油の温度を指示する計器、測定器である。自動車・オートバイなどの内燃機関を搭載するもののうち、潤滑油の温度が特に重要な意味を持つ車両に装備され、操作者が現在の潤滑油温を把握するのに用いられる。
以下では特に、自動車、オートバイの油温計に関して記述する。

## 自動車、オートバイの油温計
エンジンにとっては油温はその車両の適正な走行条件や、潤滑油の適正な潤滑性能を左右する重要な要素である。
油温を把握しないまま走行を続けると、過大負荷による油温上昇を招き、最悪の場合は潤滑性能低下によるエンジンの破損を招く場合もある。
逆に、極端に油温が低いまま走行を続けると油温不適正による潤滑不良によりエンジン内の摩耗を促進させる結果にもなる。
走行中の油温の急激な変化は潤滑系統の何らかの異常を示す物であり、エンジンの状態を示す指標の一つともなるため、現在では一部のスポーツ走行を行う車種に油温計が搭載されている。
計器としての単位は摂氏（北米などでは華氏も用いられる）であるが、純正装着品の場合文字盤にはオーバーヒート状態を示すレッドゾーン表記と、完全な暖気完了を示す中間ライン、冷間でのチョーク作動完了を示す下限ラインの表示以外に数字は記載されていない場合がある。車種によっては水温計上限部分に「H」(Hot) 、下限部分に「C」(Cold) 表記がされているものもある。一般的には油温計上限部分が摂氏120度前後、下限部分が摂氏60度前後を示している場合が多いとされている。

## 構造
現在使用されている油温計は、大きく分けて機械式と電気式に分類される。両者の大きな違いは、メーターが油温を機械的に読み取るか、油温センサーを介して電気的に読み取るかである。

### 機械式油温計
機械式油温計は、メーター内に直接オイルを引き込んで油温を表示する形式である。
メーターまで直接オイルラインを引く必要があることから、配管の設置に手間が掛かる欠点はあるが、電気式に比べて安価なため、現在でも廉価な社外油温計などに採用例が多い。

### 電気式油温計
電気式油温計は潤滑系統に備えられた油温センサーの抵抗値の上下動によって、電気式メーターに潤滑油温を表示する方式である。
現在の車両に備え付けられている油温計はほぼ全てこの形式であるが、純正の油温計では水温の数値を直接数値的に表示する物は少ない。
社外品の後付けメーターにおいては、油温センサーの抵抗値をより厳密に数値的に表記する物が主流を占めている。
これはこうしたメーターを利用する車両のチューニングの進行度合いや走行状況の変化により、エンジン発熱がオイル冷却能力を大幅に超える事態をドライバーが早期に察知する必要があるためである。

## 装備としての油温計
油温計は各種計器の中でも純正採用が最も遅かった計器の一つである。
これは水冷エンジンにおける水温計と異なり、油温その物は一部のスポーツ車種を除いて余り重要な数値として認識されていなかった事に起因する。オイルの性能の向上により、多少の油温変化では潤滑性能に与える影響が少なくなってきたことも、油温計が純正で採用されない理由の一つである。
現在でも一部の車種を除いて油温計を純正で採用する車種は少なく、油温計を利用するには専ら後付けメーターによるところが大きい。
当然ながら、油温計は法律上必要な装備とはされておらず、油温計の有無や動作状況に関わらず、車検に影響することはない。

### 競技・スポーツ装備としての油温計
モータースポーツ競技においては、油温の変化はエンジン出力の低下や、エンジンブローなどを招く重要な要素となる。
また、車両の改造度合いによってエンジン発熱量が大幅に変化しうる環境下にあるため、現在のオイル冷却系統がエンジン発熱量に対して適切であるか否かを知る意味でも、正確な油温計が必須となっている。そのため、社外品の後付け油温計は油温を1度単位で正確に表示できる物も存在する。
競技における油温計のもう一つの側面として、潤滑油の性能を計る意味合いでも用いられる。性能の低いオイルの場合同じ走行条件でも早く油温が上昇する傾向を示すため、より良い潤滑油を選定する意味でも油温計を装着する意義があるとされている。